# Parcul din Cahul
Parcul din Cahul este un parc amplasat în Cahul, Republica Moldova. Este un monument arhitectural de importanță națională inclus în Registrul monumentelor Republicii Moldova ocrotite de stat cu nr. 30 (raionul Cahul). Datează din jum. II a sec. XIX.